# Federico di Moravia
Federico di Moravia (XI secolo – 23 febbraio 1086) è stato un vescovo boemo, Patriarca di Aquileia dal 1084 al 23 febbraio 1086.

## Biografia
Federico era figlio del principe Spytihnev II e Ida di Wettin; sarà l'unico patriarca di origini slave alla guida della Patria del Friuli.
Federico dimorò raramente in Moravia, preferendo dedicarsi alla carriera ecclesiastica, diventando legato papale. Come tale partecipò ai preparativi per l'incoronazione di Vratislao II, suo zio paterno, che nel 1075 aveva ottenuto la corona di Moravia come ringraziamento per l'appoggio all'imperatore Enrico IV per l'aiuto nella repressione di una rivolta in Sassonia.
Fu ucciso durante uno scontro in strada ad Aquileia.